# Décès en 1925
Décès
- 1921
- 1922
- 1923
- 1924
- 1925
- 1926
- 1927
- 1928
- 1929

Cet article présente une liste de personnalités mortes au cours de l'année 1925.

Les mois de l'année font également l'objet de listes spécifiques :

## Décès par mois

### Inconnu
- Auguste Auglay, peintre et affichiste français (° 1853).
- Jan Chełmiński, peintre de bataille polonais (° 27 janvier 1851).
- Jules Contencin, peintre français (° 26 novembre 1851).
- Paul-Laurent Courtot, peintre français (° 1856).
- Louis Delfosse, peintre français (° 1863).
- Auguste Larriu, organiste et compositeur français (° 17 septembre 1840).
- Itamar Tavares, ingénieur, footballeur et dirigeant de club sportif brésilien (° 1890).

### Janvier
- 1er janvier : Georg Mühlberg, peintre, dessinateur et illustrateur allemand (° 5 février 1863).
- 4 janvier :
  - Hirase Sakugorō, botaniste et peintre japonais (° 11 février 1856).
  - Ernest Lessieux, peintre, aquarelliste et dessinateur français (° 3 août 1848).
- 8 janvier : Fernand Sanz, coureur cycliste français (° 28 février 1881).
- 12 janvier : Walter Dieckmann, chimiste allemand (° 8 octobre 1869)
- 21 janvier : Maurice Loutreuil, peintre français (° 16 mars 1885).
- 30 janvier : Karl Hauss, homme politique allemand (° 30 janvier 1871)

### Février
- 1er février : Song Pyŏngjun, homme politique coréen (° 20 août 1857).
- 2 février : Jaap Eden, coureur cycliste et patineur de vitesse néerlandais (° 19 octobre 1873).
- 3 février : Eduard Gebhardt, peintre allemand, professeur de l'Académie des beaux-arts de Düsseldorf  (° 13 juin 1838).
- 4 février :
  - Marie Jaëll, pianiste, compositrice et pédagogue française (° 17 août 1846).
  - Robert Johann Koldewey, architecte et archéologue allemand, découvreur de Babylone (° 10 septembre 1855).
- 5 février : Georges Victor-Hugo, peintre et skipper français (° 16 août 1868).
- 15 février : Kinoshita Rigen, poète japonais (° 1er janvier 1886).
- 21 février : Jean-André Rixens, peintre français (° 30 novembre 1846).
- 23 février : Joris Helleputte, architecte et homme politique belge (° 31 août 1852).
- 25 février : Jacques Patissou, peintre français (° 9 mars 1880).
- 28 février : Friedrich Ebert, président allemand (° 4 février 1871).

### Mars
- 2 mars : Luigj Gurakuqi, homme d'État, politique et diplomate albanais (° 19 février 1879).
- 3 mars :
  - Clément Ader, ingénieur français, pionnier de l'aviation  (° 2 avril 1841).
  - William Pugsley, premier ministre du Nouveau-Brunswick (° 27 septembre 1850).
- 4 mars :
  - Moritz Moszkowski, compositeur et pianiste allemand d'ascendance polonaise (° 23 août 1854).
  - Jyotirindranath Tagore, dramaturge, éditeur, traducteur, peintre et musicien indien (° 4 mai 1849).
- 6 mars : Jacques Raverat, peintre français (° 20 mars 1885).
- 11 mars :  Andreas Hallén, compositeur, enseignant et chef d'orchestre suédois (° 22 décembre 1846).
- 12 mars : Sun Yat-sen, chef de la révolution et premier président de la République de Chine (° 12 novembre 1866).
- 18 mars : Hassûnah An-Nawâwî, religieux et juriste égyptien, Grand Imâm de la Mosquée al-Azhar au Caire (° 1839).
- 19 mars : Nariman Narimanov, homme politique et écrivain russe puis soviétique (° 14 avril 1870).
- 20 mars : George Nathaniel Curzon (Lord Curzon), homme d'État britannique (° 11 janvier 1859).
- 22 mars : Alexandre Miasnikian, homme politique soviétique (° 9 février 1886).
- 26 mars : Edmond Colsenet, philosophe français (° 1847).
- 27 mars : Oscar Depuydt, compositeur, organiste et pédagogue belge (° 20 octobre 1858).
- 29 mars : Bajram Curri, homme politique et activiste albanais (° 1862).
- 30 mars : Rudolf Steiner, philosophe et fondateur de l'anthroposophie autrichien (° 25 février 1861).

### Avril
- 1er avril : Emma Dobigny, modèle française (°21 janvier 1851)
- 2 avril :
  - Louis Gaidan, peintre français (° 9 avril 1847).
  - Eduard von Grützner, peintre allemand (° 26 mai 1846).
- 14 avril :
  - Konstantin Georgiev, militaire et homme politique bulgare (° 25 août 1873).
  - John Singer Sargent, peintre américain (° 12 janvier 1856).
- 15 avril : Marie de La Hire, romancière, poétesse et peintre française (° 20 mars 1878).
- 17 avril : Marie-Félix-Hippolyte Lucas, peintre français (° 9 octobre 1852).

### Mai
- 2 mai :
  - Adrien Bas, peintre français (° 16 avril 1884).
  - Prosper Mortou, musicien français (° 23 octobre 1862).
  - Johann Palisa, astronome autrichien (°6 décembre 1848).
- 7 mai : Doveton Sturdee, amiral britannique (° 9 juin 1859).
- 10 mai : William Massey, premier ministre néo-zélandais (° 26 mars 1856).
- 12 mai :
  - Arthur Napoleão, éditeur musical, marchand d'instruments, pianiste et compositeur brésilien (° 6 mars 1843).
  - Charles Mangin, général français (° 6 juillet 1866).
- 14 mai : William Julian-Damazy, graveur, peintre et illustrateur français (° 20 février 1862).
- 15 mai : Frédéric Brou, peintre et sculpteur français (° 11 décembre 1862).
- 19 mai :
  - Viking Eggeling, peintre et cinéaste suédois (° 21 octobre 1880).
  - Józef Ryszkiewicz (père), peintre polonais (° 19 novembre 1856).
- 21 mai : Albert Váradi, peintre et aquafortiste hongrois (° 6 octobre 1896).
- 22 mai : Stevan Todorović, peintre serbe (° 13 avril 1832).
- 23 mai : Jan Hillebrand Wijsmuller, peintre néerlandais (° 3 février 1855).
- 31 mai :
  - « Cara Ancha » (José Sánchez del Campo), matador espagnol (° 8 mai 1848).
  - Armando Spadini, peintre italien (° 29 juillet 1883).

### Juin
- 3 juin : Camille Flammarion, astronome français (° 26 février 1842).
- 7 juin : Matt Talbot, ouvrier irlandais (déclaré Vénérable de l' Eglise Catholique en 1975) (° 2 mai 1856).
- 15 juin : Victor Koos, peintre français (° 12 novembre 1863).
- 16 juin :
  - Lucie Cousturier,  peintre et écrivain française (° 19 décembre 1876).
  - Chitta Ranjan Das, avocat et homme politique indien (° 5 novembre 1870).
- 22 juin : Felix Klein, mathématicien allemand (° 25 avril 1849).
- 25 juin : Mario Nevi, footballeur italien (° 1889).
- 27 juin : Mademoiselle Antonine, actrice de théâtre française (° 1er juin 1841).
- 30 juin : Jean-Paul Louis Martin des Amoignes, peintre français (° 4 juin 1850).

### Juillet
- 1er juillet :
  - Erik Satie, compositeur et pianiste français (° 17 mai 1866).
  - Jan Veth, peintre, graveur, poète, critique d'art, professeur d'histoire de l'art et d'esthétique néerlandais (° 18 mai 1864).
- 2 juillet : Eugène Vergez, peintre paysagiste et illustrateur français (° 1er juillet 1846).
- 6 juillet : Antoine Taudou, violoniste et compositeur français (° 24 août 1846).
- 17 juillet : Lovis Corinth, peintre allemand (° 21 juillet 1858).
- 18 juillet :
  - Louis-Nazaire Bégin, cardinal canadien, archevêque de Québec (° 10 janvier 1840).
  - Ephraim Moses Lilien, photographe, illustrateur et graveur Art nouveau allemand (° 23 mai 1874).
- 28 juillet : Léon Lhermitte, peintre et graveur naturaliste français (° 31 juillet 1844).
- 29 juillet : Jakob Reumann, homme politique autrichien (° 31 décembre 1853).
- ? juillet : Karl Cartier, peintre français (° 5 septembre 1855).

### Août
- 5 août : Emily Cumming Harris, peintre néo-zélandaise (° 28 mars 1837).
- 7 août : Edmond Marie Petitjean, peintre français (° 5 juillet 1844).
- 15 août : Adam Beck, homme politique ontarien (° 20 juin 1857).
- 18 août :
  - Gaston Cyprès, footballeur Français (° 19 novembre 1884).
  - Varlam Tcherkezichvili, activiste anarchiste et journaliste géorgien de nationalité russe (° 15 septembre 1846).
- 22 août : Vojtěch Hynais, peintre austro-hongrois puis tchécoslovaque (° 14 décembre 1854).
- 27 août : Albert-Antoine Lambert, peintre français (° 10 avril 1854).

### Septembre
- 1er septembre : Allan Riverstone McCulloch, zoologiste australien (° 20 juin 1885).
- 9 septembre : Eugène Goblet d'Alviella, homme politique et professeur d'histoire des religions belge (° 10 août 1846).
- 15 septembre : Giuseppe Pennella, général italien (° 8 août 1864).
- 18 septembre : Joseph-Dominique Guay, homme d'affaires Québec, Saguenay (ville) (° 14 avril 1866).
- 24 septembre : Gustave Fayet, peintre et  collectionneur français (° 20 mai 1865).
- 25 septembre : Charles Cottet, peintre et graveur français (° 12 juillet 1863).

### Octobre
- 1er octobre : Denis Henry, homme politique britannique (° 7 mars 1864).
- 4 octobre : « Nacional II » (Juan Anlló y Orío), matador espagnol (° 11 janvier 1898).
- 10 octobre : Mary Renard, peintre française et conservatrice au musée d'Alençon (° 23 août 1849).
- 16 octobre : Christian Krohg, peintre, illustrateur, écrivain et journaliste norvégien (° 13 août 1852).
- 25 octobre : Liudvika Didžiulienė, écrivaine et militante lituanienne (° 3 mai 1856).
- 31 octobre : Max Linder, acteur et réalisateur français (° 16 décembre 1883).

### Novembre
- 1er novembre : Lester Cuneo, acteur et producteur de cinéma américain (° 25 octobre 1888).
- 9 novembre : Joseph Claussat, homme politique français (° 12 octobre 1874).
- 11 novembre : Giuseppe Azzini, coureur cycliste italien (° 26 mars 1891).
- 13 novembre : 
  - Hassan Moghadam, écrivain iranien (° 1898).
  - Eduardo María Schilling Monfort, footballeur allemand (° 1852).
- 23 novembre : Dimitrie Hârlescu, peintre roumain (° 5 novembre 1872).
- 24 novembre : Supayalat, reine de Birmanie (° 13 décembre 1859).
- 27 novembre : Roger de La Fresnaye, peintre cubiste et sculpteur français (° 11 juillet 1885).

### Décembre
- 2 décembre : Gaston Roullet, peintre et illustrateur français (° 15 novembre 1847).
- 5 décembre : Władysław Reymont, écrivain polonais (° 7 mai 1867).
- 6 décembre : Jean Roque, peintre français (° 8 janvier 1880).
- 8 décembre : Edmond van Eetvelde, homme politique et diplomate belge (° 21 avril 1852).
- 9 décembre : Eugène Gigout, compositeur et organiste français (° 23 mars 1844).
- 10 décembre : Georges Jeannin, peintre de natures mortes français (° 24 août 1861).
- 15 décembre : Battling Siki, boxeur français d'origine sénégalais (° 22 septembre 1897).
- 21 décembre : Georges Dorignac, peintre français (° 8 novembre 1879).
- 22 décembre : Joseph Ravaisou, peintre français (° 11 novembre 1865).
- 25 décembre : Karl Abraham, médecin et psychanalyste allemand (° 3 mai 1877).
- 29 décembre : Félix Vallotton, peintre, graveur, illustrateur, sculpteur, critique d'art et romancier français d'origine suisse (° 28 décembre 1865).
- ? décembre : Frédéric Régamey, écrivain, peintre, illustrateur, graveur et lithographe français (° 4 juillet 1849).